# Léonard Corentin-Guyho
Corentin Guyho, né le 7 juin 1844 à Jonzac (Charente-Maritime) mort le 27 août 1922 à Riec-sur-Bélon (Finistère), est un homme de lettres et homme politique français.

## Biographie
Fils d'un conseiller à la Cour de Cassation, il est docteur en droit et avocat au Conseil d'État et à la Cour de cassation.
Il est député du Finistère de 1876 à 1877, puis après invalidation de la victoire de son adversaire, de nouveau député de 1878 à 1885. Il siège au centre gauche et est l'un des 363 qui refusent la confiance au gouvernement de Broglie, le 16 mai 1877.
Battu en 1885, il devient magistrat et s'occupe de travaux historiques sur le Second Empire et sur l'histoire du parlementarisme. En 1889, il est avocat général à Amiens, puis en 1901, avocat général à la Cour d'appel de Paris. En 1911, il devient conseiller général du canton de Pont-Aven. En 1914, il est réélu député, mais son élection est invalidée le 3 juillet 1914 car il est accusé d'avoir acheté les voix de nombreux électeurs, et du fait de la guerre, l'élection partielle ne peut pas être organisée. Il est réélu en 1919 et siège jusqu'à son décès en 1922.

## Sources
- Jean Jolly (dir.), Dictionnaire des parlementaires français, Presses universitaires de France

- Ressources relatives à la vie publique :   - base Léonore
  - Base Sycomore
- Notices d'autorité :   - VIAF
  - ISNI
  - BnF (données)
  - IdRef
  - GND
  - Pays-Bas
  - Pologne